# 加爾橋
43°56′50″N 4°32′08″E / 43.9473°N 4.5355°E
加尔水道橋（法語：Pont du Gard）位於法國加尔省靠近勒穆兰的地方，是古羅馬所建造的輸水系統。

## 名稱
加爾橋照字面的意思就是加爾河的橋梁，而加爾河又命名了加尔省。加爾河是由許多支流匯集而成，而當中有幾條支流被叫做加爾東河（Gardon）。

## 建造原因
在奥古斯都全盛时期，当时加尔南边的尼姆是在罗马的统治之下。奥古斯都在此建立了一个城镇，公元前19～20年，阿格里巴占有这个城镇及周边地区。当时，城内有许多天然泉水，但要保证城内居民的饮用水得到足量的供应，还必须从尼姆以北50公里外修建渠道，将泉水运送到目的地，加尔桥便是这一工程中很小的一部分。许多渠道是修在地下的，经过周密谨慎的计算和设计，使其有高低不平的段落。这就是运用一个简单的地势落差避免了安装、设置压力系统来排除水流动过程中的障碍和促进水流动的动力。位于地表的一段横渠需跨越加爾東河（附近约21公里处），于是加尔桥被建造。它是这输水管道的一部分，当然，也是跨越加爾東河的通道，供敞蓬双轮马车、行人通行。在尼姆的城墙内，人们仍能见到一个圆形水池。它带有一个沉淀槽以及一系列闸门和出水口。这些设施曾在需要时用于将水引到城市的供水系统。

## 描述
加爾橋總共有三層，高49公尺，最長的一層（上層）長度為275公尺。建筑该桥全部使用就地取材的石灰岩。
- 第一層：6個拱，142公尺長，寬6公尺，高22公尺。
- 中間層：11個拱，242公尺長，寬4公尺，高20公尺。
- 第三層：35個拱，275公尺長，寬3公尺，高7公尺。

在第一層有一條道路，在第三層則為輸水道，輸水道為1.8公尺（6英呎）深，1.2（4英呎）公尺寬。

## 历史
18世纪中期拓宽下层为高架桥，19世纪在拿破仑三世执政时期进行修葺。1958年千年一遇的洪水水位曾达到渠桥的第二层，造成35人死亡，该桥却安然无恙，不能不令人惊叹古罗马建筑师们的鬼斧神工。

## 保护概况
这一建筑杰作是法国的重点保护对象。因其建筑工程技术的典范作用及其非凡的历史见证作用，法国政府于1840年就将该桥列为“历史建筑”加以保护，并多次进行了修复工程。1973年又依据法国《1930年法》以环境保护名义将其列为环境建筑，1984年法国政府又以“加尔桥”的名义向联合国教科文组织申请将其列入世界文化遗产名录，1985年7月获得批准。2000年，法国政府对加尔桥进行范围更广的遗址保护工程计划，在桥的附近划出15公顷土地，作为反映加里格植被（地中海沿岸植被）形态，供游人参观。人们可以在橄榄树和橡树林中散步，通过音响解说和实景模型来了解这一地区的农牧业生产、村落和文化历史概貌。

## 外部連結
- Official Pont du Gard museum website （页面存档备份，存于）
- Structurae数据库中Pont du Gard的数据
- Scale model of the Pont du Gard （页面存档备份，存于） in Room IX of the 羅馬文明博物館 in Rome.